# Guy Lusadisu
Guy Lusadisu (sinh ngày 28 tháng 12 năm 1982) là một cầu thủ bóng đá người Congo thi đấu ở vị trí tiền vệ cho AS Vita Club.

## Sự nghiệp quốc tế

### Bàn thắng quốc tế
Tỉ số và kết quả liệt kê bàn thắng của CHDC Congo trước.
| #  | Ngày                | Địa điểm                                 | Đối thủ  | Tỉ số | Kết quả | Giải đấu                           |
| -- | ------------------- | ---------------------------------------- | -------- | ----- | ------- | ---------------------------------- |
| 1. | 6 tháng 11 năm 2015 | Sân vận động 11 tháng 11, Luanda, Angola | Zambia   | 2–0   | 3–0     | Giao hữu                           |
| 2. | 17 tháng 1 năm 2016 | Sân vận động Huye, Butare, Rwanda        | Ethiopia | 1–0   | 3–0     | Giải vô địch bóng đá châu Phi 2016 |

## Danh hiệu
AS Vita Club
Vô địch
- Linafoot: 2014–15

Á quân
- CAF Champions League: 2014

TP Mazembe
Vô địch
- Linafoot (2): 2011, 2012
- CAF Champions League (2): 2009, 2010
- Siêu cúp CAF (2): 2010, 2011

Á quân
- Giải bóng đá Cúp câu lạc bộ thế giới: 2010